# Путешествие в машине времени
«Путеше́ствие в маши́не вре́мени» (англ. Time After Time, другое название «Эпоха за эпохой») — американский фантастический фильм режиссёра Николаса Мейера по произведениям Карла Александра и Стива Хэйеса. Премьера фильма состоялась 31 августа 1979 года.

## Сюжет
Лондон, 1893 год. Молодой изобретатель и писатель-фантаст Герберт Уэллс верит, что в будущем общество станет утопическим, и избавится от войн, революций и социального неравенства. Убеждённый в возможности перемещаться во времени, он конструирует машину времени, которую показывает своим скептически настроенным друзьям, среди которых оказывается и знакомый хирург Джон Лесли Стивенсон. Вскоре в дом приходят агенты Скотланд-Ярда, и выясняется, что последний является опасным убийцей, известным в народе как «Джек Потрошитель».
Во время обыска в доме Стивенсону не остаётся ничего иного, как испытать на себе действие нового изобретения и, завладев чудесным устройством, перенестись в будущее самому. Но, как только представители закона оставляют дом, Уэллс обнаруживает, что его машина на время исчезла и сразу догадывается, каким образом Потрошитель сумел скрыться. Решительному писателю приходится как можно скорее последовать за преступником в будущее, чтобы он и там не натворил новых бед.
Оба путешественника оказываются в 1979 году, но не в Лондоне, а в Сан-Франциско, так как в тамошнем музее сохранился единственный экземпляр машины времени. Не без труда обменяв свои викторианские деньги, а затем немного освоившись и заведя знакомства, они обнаруживают, что общество отнюдь не стало «утопическим», так как человечество не только не достигло процветания и социального равенства, но и изобрело немало средств для собственного уничтожения, пережив уже две мировые войны, а по всему земному шару вновь и вновь вспыхивают кровавые конфликты. Всё это вполне устраивает циничного маньяка Стивенсона, почувствовавшего себя, наконец, «в своей тарелке», но сильно расстраивает сентиментального Уэллса.
Вскоре он знакомится с симпатичной банковской служащей Эми Роббинс, вместе с которой безуспешно преследует коварного преступника, ловко пользующегося наивностью и прямодушием писателя и его подруги…

## В ролях
- Малкольм Макдауэлл — Герберт Уэллс
- Мэри Стинберджен — Эми Роббинс
- Дэвид Уорнер — Джек Потрошитель — доктор Джон Лесли Стивенсон
- Чарльз Чьоффи — лейтенант полиции Митчелл
- Кент Уильямс — помощник
- Андония Катсарос — миссис Тёрнер
- Пэтти Д’Арбанвилль — Ширли
- Джеймс Гарретт — Эдвардс
- Лео Льюис — Ричардсон
- Кит МакКоннелл — Хардинг
- Карин де ла Пенья — Дженни
- Джеральдин Барон — Кэрол
- Лори Мейн — инспектор Грегсон
- Джозеф Махер — Адамс
- Майк Коннор Гейни — Бобби
- Майкл Эванс — сержант
- Рэй Рейнхардт — ювелир
- Роберт Шоу — служащий банка
- Кори Фельдман — мальчик в музее
- Шелли Хэк — доцент

## Съёмочная группа
- Режиссёр-постановщик: Николас Мейер
- Сценарист: Николас Мейер
- Продюсеры: Херб Джаффе, Стивен-Чарльз Джаффе
- Оператор: Пол Ломанн
- Композитор: Миклош Рожа
- Монтажёр: Дон Кэмберн
- Художник-постановщик: Эдвард Карфаньо
- Художники по костюмам: Сэл Энтони, Ивонн Кьюбис
- Гримёр: Линн Ф. Рейнольдс
- Звукорежиссёры: Джерри Джост
- Спецэффекты: Джим Блаунт, Ларри Л. Фуэнтес, Кевин Пайк
- Визуальные эффекты: Ричард Тейлор
- Постановщик трюков: Эверетт Крич
- Дирижёр: Кристофер Палмер

## Награды и номинации
- 1979 — Премия «Сатурн»:
  - Лучшая актриса — Мэри Стинберджен
  - Лучшая музыка — Миклош Рожа
  - Лучший сценарий — Николас Мейер
  - Номинация на премию лучшему актёру — Малкольм Макдауэлл
  - Номинация на премию за лучшие костюмы — Сэл Энтони и Ивонн Кьюбис
  - Номинация на премию за лучшую режиссуру — Николас Мейер
  - Номинация на премию за лучший научно-фантастический фильм
  - Номинация на премию лучшему киноактёру второго плана — Дэвид Уорнер
- 1980 — Гран-при фестиваля фантастических фильмов в Авориазе — Николас Мейер
- 1980 — Номинация на премию Эдгара Алана По — Николас Мейер
- 1980 — Номинация на премию Хьюго за лучшую постановку

## Интересные факты
- В фильме присутствует хроника, на которой запечатлены личности Нила Армстронга, Уинстона Черчилля, Джимми Хендрикса, Джона Ф. Кеннеди, Дугласа МакАртура, Эдварда Мэроу и Франклина Рузвельта.
- На съёмках картины у исполнителей главных ролей Малкольма Макдауэлла и Мэри Стинберджен завязался бурный роман. Позже актёры поженились, но через некоторое время расстались.
- В роли Эми Роббинс киностудия видела Салли Филд, а режиссёр — свою девушку актрису Шелли Хэк, которой всё же дал роль в этом фильме. Такая же история произошла и с ролью Герберта Уэллса: студия видела Ричарда Дрейфуса, а Мейер — Дерека Джейкоби, но потом режиссёр склонился в сторону Малкольма Макдауэлла, так как был большим поклонником творчества Линдсея Андерсона.
- Мик Джаггер рассматривался на роль Джека Потрошителя.
- Дебютный фильм Кори Фельдмана.

## Слоганы
- «Imagine! A scientific genius named H.G. Wells stalks a criminal genius named Jack the Ripper across time itself, in the most ingenious thriller of our time…»
- H.G. Wells Races Through Time To Catch Jack The Ripper!
- The Wildest Chase of the Century!
- A chase through time — to catch Jack the Ripper!